# 18605 Jacqueslaskar
18605 Jacqueslaskar este un asteroid din centura principală de asteroizi.

## Descriere
18605 Jacqueslaskar este un asteroid din centura principală de asteroizi. A fost descoperit pe 28 ianuarie 1998 la Caussols, în cadrul proiectului ODAS. Asteroidul prezintă o orbită caracterizată de o semiaxă mare de 2,74 ua, o excentricitate de 0,03 și o înclinație de 3,0° în raport cu ecliptica.